# Penélope Nova
Penélope Cotrim Nova (Salvador, 19 de agosto de 1973) é uma apresentadora de televisão brasileira. Se tornou conhecida por apresentar diversos programas na MTV Brasil entre 2001 e 2011. É filha de Marcelo Nova, vocalista da Camisa de Vênus.

## Biografia
Penélope foi criada por sua avó em Salvador onde aprendeu a gostar de música graças a seu pai Marcelo Nova, vocalista da banda Camisa de Vênus, que trabalhava em uma loja de discos. Ganhou seu primeiro disco, um LP dos Beatles, aos cinco anos. Em entrevista revelou ter feito dois abortos na juventude, um aos 15 e outro aos 26 anos. Em 2011 ingressou na faculdade de Educação Física.

## Carreira
Em 1997, começou a carreira na MTV Brasil como produtora. Em 2001, foi chamada para apresentar o programa Riff, que até então se chamava Fúria Metal, um programa que exibia video clipes de canções heavy metal, e Ponto Pê, programa que abordava jovens de todas as idades com o tema sexo. Em 24 de dezembro de 2005, a VJ substituiu Carla Lamarca no comando do Top 20 Brasil. Penélope também apresentou até o ano de 2007 o MTV 5, Invasão MTV e o programa jovem A Fila Anda, sendo este último substituída em 2008 pela modelo Carol Ribeiro. Entre 2008 e 2009, Penélope apresentou um programa na emissora, chamado MTV na Rua, um programa que abordava a opinião do público sobre diversos assuntos do dia a dia. Também apresentou o programa VMB Diário, que falava sobre as novidades do VMB (Video Music Brasil).
No dia 11 de junho de 2010, Penélope, iniciou o Programa A2 que ganhou uma versão no verão 2011. Em 2011, desfilou como musa da escola de samba Vila Maria em São Paulo. Em 2011, deixou a MTV Brasil devido a crise financeira que se abateu na emissora. Em 2011, Penélope gravou o piloto para o programa Cante se Puder, porém Marcio Ballas e Patrícia Abravanel foram escolhidos como apresentadores. Em 2012, Penélope participou do reality show A Fazenda 5, veiculado pela RecordTV, sendo a nona eliminada. Atualmente está no ar como jurada do programa "Canta Comigo" na RecordTV.

## Filmografia

### Televisão
| Ano           | Título                        | Cargo                    | Notas                       |
| ------------- | ----------------------------- | ------------------------ | --------------------------- |
| 2001–03       | Riff MTV                      | Apresentadora            |                             |
| 2002          | Peep MTV                      | Apresentadora            |                             |
| 2003–05       | Pulso MTV                     | Apresentadora            |                             |
| 2003–07       | Megaliga MTV de VJs Paladinos | Super Penélope (voz)     | Dublagem                    |
| 2004–07       | Ponto Pê                      | Apresentadora            |                             |
| 2006–07       | A Fila Anda                   | Apresentadora            |                             |
| 2007          | MTV 5                         | Apresentadora            |                             |
| 2007          | Invasão MTV                   | Apresentadora            |                             |
| 2008          | Lavanderia MTV                | Apresentadora            |                             |
| 2008–09       | MTV Na Rua                    | Apresentadora            |                             |
| 2009–10       | MTV Na Praia                  | Apresentadora            |                             |
| 2010–11       | Programa A 2                  | Apresentadora            |                             |
| 2011          | Programa a 2 De Verão         | Apresentadora            | Especial de verão           |
| 2011          | Hora Extra MTV                | Apresentadora            |                             |
| 2012          | Julie e os Fantasmas          | Profª. Marta Souza       | Episódio: "Reação Química"  |
| 2012          | A Fazenda                     | Participante (8.º lugar) | Temporada 5                 |
| 2013          | Beleza S/A                    | Selma                    | Episódio: "Tudo Tem Limite" |
| 2014–15       | Programa Raul Gil             | Comentarista             | Quadro: Elas Querem Saber   |
| 2018–presente | Canta Comigo                  | Jurada                   |                             |
| 2020–presente | Canta Comigo Teen             | Jurada                   |                             |

### Internet
| Ano           | Título    | Cargo         |
| ------------- | --------- | ------------- |
| 2015–presente | P & Ponto | Apresentadora |